# Brunsvighorten
Der Brunsvighorten ist ein Felsvorsprung in der Heimefrontfjella des ostantarktischen Königin-Maud-Lands. Er ragt westlich des Bieringmulen in der Heimefrontfjella auf.
Wissenschaftler des Norwegischen Polarinstituts benannten ihn 1973 nach Paal Brunsvig (1921–1988), einer Schlüsselfigur der Widerstandsbewegung gegen die deutsche Besatzung Norwegens in der Telemark während des Zweiten Weltkriegs.